# Camille Michielsen
Camille Michielsen, citato anche come Camiel Michielsen o Camiel Michielsens (Lille, 21 novembre 1910 – Kapellen, 26 maggio 1983), è stato un ciclista su strada belga.
Professionista dal 1934 al 1946, ottenne due sole vittorie da professionista, in criterium belgi, e fu terzo nella prima edizione della Freccia Vallone.

## Carriera
Passato professionista nel 1934 con la Génial Lucifer, ottenne subito diversi piazzamenti, arrivando decimo nel campionato belga e settimo nella Bruxelles-Jupille. Nel 1935 si piazzò quindicesimo al Giro delle Fiandre ed ottenne podi in numerosi criterium nazionali, vincendo anche la prova di Dottignies. Nel 1936 ottenne due piazzamenti arrivando terzo sia nel Grand Prix de l'Escaut che nella Freccia Vallone. Nel 1937 arrivò terzo al Giro del Lussemburgo, settimo nella Freccia Vallone e nella Liegi-Bastogne-Liegi e decimo nella Bruxelles-Hozemont.
Nel 1938 partecipò alla sua prima ed unica grande corsa a tappe, il Giro d'Italia, sfiorando la vittoria nella quindicesima tappa che concluse terzo.
Nel 1939 ottenne ancora un piazzamento alla Freccia Vallone, sesto, e si piazzò sui podi di molti criterium in Belgio. Lo scoppio della Seconda guerra mondiale compromise il corso della sua carriera e si ripresentò alle corse nel 1946, ritirandosi però dopo pochi mesi.

## Palmarès

### Altri successi
- 1935

Criterium di Dottignies
- 1936

Criterium di Wouw

## Piazzamenti

### Grandi Giri
- Giro d'Italia

1938: 21º

### Classiche monumento
- Giro delle Fiandre

1935: 15º
- Liegi-Bastogne-Liegi

1934: 21º
1937: 7º